# Classe U-212
La classe U-212A è una classe di sottomarini di progettazione tedesca. I battelli di questa classe realizzati in Italia su licenza per la Marina Militare, Salvatore Todaro (S 526), Scirè (S 527), Pietro Venuti (S 528) e Romeo Romei (S 529) sono anche indicati come classe Todaro, dal nome della prima unità.

## Progetto
Il programma, iniziato nel 1994 nell'ambito del German Submarine Consortium, ha portato alla realizzazione di sei unità per la marina tedesca e, in Italia, dei due battelli Todaro e Scirè, consegnati da Fincantieri rispettivamente nel 2006 e nel 2007, con opzione per altri due sottomarini, di cui il primo, Venuti, consegnato il 6 luglio 2016.
I sottomarini furono inizialmente progettati come classe 212 secondo le richieste della marina tedesca, che ne prevedeva l'uso prevalente nel mare del Nord e nel Baltico. Associatasi nel 1996 la marina italiana, il programma fu modificato secondo alcune esigenze italiane, che riguardano le più grandi profondità del mare Mediterraneo; da qui la modifica della denominazione da 212 in 212A, peraltro comune per tutti i sommergibili della classe, tedeschi e italiani, costruiti fino al 2020.
I battelli tipo U-212A sono l'ultimo modello di sottomarini diesel-elettrici tedeschi e sono tra i migliori a livello mondiale. Il loro progetto non deve quasi nulla ai precedenti, che sostanzialmente erano "ingrandimenti" del disegno originario, potenziato via via, della prima classe di sottomarini tedeschi postbellici, la classe 204. Molto compatti, silenziosi, dotati di propulsione subacquea AIP, gli U-212 sono stati venduti a Germania ed Italia, la quale ha abbandonato la sua tradizione di costruttrice autonoma di sottomarini dopo il fallito progetto S-90, successore dei Sauro, optando per un programma comune con la Germania.
La finanziaria 2008 e il successivo parere favorevole della commissione Difesa della Camera hanno autorizzato la costruzione di due ulteriori unità, esercitando l'opzione prevista nel contratto iniziale.

## Costruzione
I sottomarini U-212A sono unità di medie dimensioni e nella loro costruzione sono state impiegate tecnologie innovative, che permettono prestazioni molto avanzate. Lo scafo, realizzato in materiale amagnetico, ha concezioni stealth con notevole riduzione della segnatura acustica, ottenuta anche grazie all'impiego di celle a combustibile, nelle quali l'idrogeno e l'ossigeno vengono fatti reagire per produrre energia elettrica; è, questo, un sistema innovativo per la generazione di energia, che garantisce un'autonomia in immersione da tre a quattro volte superiore a quella dei sistemi a batteria e che può trovare applicazione in molteplici settori.
I battelli U-212A sono sottomarini d'attacco, progettati per affrontare sia unità subacquee, che di superficie e sono in grado di sbarcare sotto costa reparti d'incursori.
I battelli italiani si sono già distinti per le loro qualità tecniche nell'ambito di alcune campagne addestrative multinazionali, soprattutto in Atlantico, dove hanno operato al fianco dei sottomarini a propulsione nucleare della US Navy. Nel corso del 2009 lo Scirè ha partecipato alle esercitazioni congiunte con la US Navy JTFEX (Joint Task Force Exercise) e CONUS '09. Nel 2008 il Todaro ha svolto una campagna addestrativa oltre Atlantico, prendendo parte, insieme con sottomarini a propulsione nucleare della US Navy, alle esercitazioni JTFEX (Joint Task Force Exercise), tra le più importanti esercitazioni multinazionali nel settore subacqueo; con quella crociera da 15000 miglia il Todaro è stato il primo sottomarino italiano a raggiungere gli Stati Uniti.
Il 9 dicembre 2009 si è svolta, sempre presso il cantiere navale di Muggiano, la cerimonia del taglio della prima lamiera del primo della seconda coppia dei sottomarini U-212A della Marina Militare italiana. I battelli sono stati commissionati dalla direzione generale degli armamenti navali. Il primo dei sottomarini della seconda coppia, il Venuti, è stato consegnato il 6 luglio 2016, mentre il secondo, il Romeo Romei, è stato varato il 4 luglio 2015 ed è stato consegnato alla Marina Militare nel 2017.

## NFS
Attualmente la flotta subacquea italiana è composta da quattro battelli classe Todaro e dagli ultimi quattro della classe Sauro. Ma altre due unità sono state finanziate dal Governo nel 2018, nell'ambito del progetto Near Future Submarine (NFS) gestito da OCCAR: con esse il totale degli U-212 italiani salirà a sei. Le prime due unità del programma di rinnovamento della componente subacquea nazionale sostituiranno due dei quattro battelli della classe Sauro ancora in linea, con la possibilità di sostituire anche i due rimanenti con un ulteriore lotto di U-212NFS portando il totale dei nuovi battelli ad 8, come previsto dalle “Linee di indirizzo strategico 2019-2034 della Marina Militare").
Nel febbraio 2020 viene confermato lo stanziamento di fondi per l'acquisto degli ulteriori due esemplari, che entro il 2025 porterà la Marina ad avere 8 battelli U-212, di cui quattro nella versione NFS.
Il 26 febbraio 2021 viene firmato il contratto d'acquisto di 2 unità + 2 in opzione.

## Unità italiane
| Marina Militare | Marina Militare | Marina Militare  | Marina Militare | Marina Militare | Marina Militare   | Marina Militare  | Marina Militare      | Marina Militare |                     |
| Matricola       | Serie           | Nome             | Cantiere        | Costruzione     | Impostazione      | Varo             | Entrata in servizio  | Base            | Note                |
| --------------- | --------------- | ---------------- | --------------- | --------------- | ----------------- | ---------------- | -------------------- | --------------- | ------------------- |
| S 526           | I lotto         | Salvatore Todaro | Muggiano        | 6048            | 3 luglio 1999     | 6 novembre 2003  | 29 marzo 2006        | Taranto         |                     |
| S 527           | I lotto         | Scirè            | Muggiano        | 6049            | 27 luglio 2000    | 18 dicembre 2004 | 19 febbraio 2007     | Taranto         |                     |
| S 528           | II lotto        | Pietro Venuti    | Muggiano        | 6197            | 9 dicembre 2009   | 9 ottobre 2014   | 6 luglio 2016        | Taranto         |                     |
| S 529           | II lotto        | Romeo Romei      | Muggiano        | 6198            | 29 settembre 2010 | 4 luglio 2015    | 11 maggio 2017       | Taranto         |                     |
| S 530           | NFS             |                  | Muggiano        | 6340            | 11 gennaio 2022   |                  | Programmata nel 2027 |                 |                     |
| S 531           | NFS             |                  | Muggiano        | 6341            | 6 giugno 2023     |                  | Programmata nel 2029 |                 |                     |
| S 532           | NFS             |                  | Muggiano        | 6364            | 27 giugno 2024    |                  | Programmata nel 2030 |                 | Finanziato nel 2020 |
| S 533           | NFS             |                  | Muggiano        |                 |                   |                  | Programmata nel 2032 |                 | Finanziato nel 2020 |

### Immagini delle unità italiane

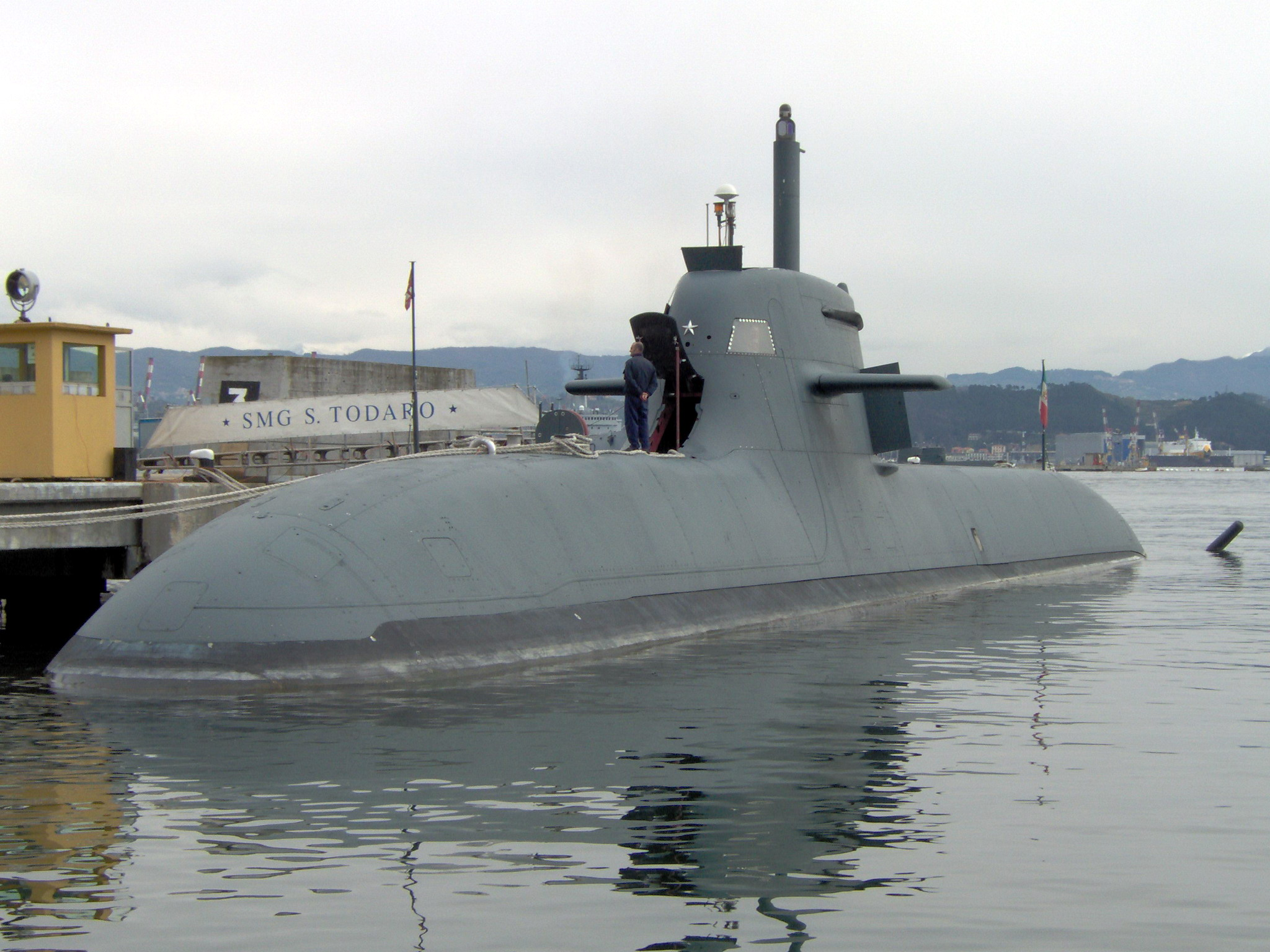
Il Todaro a La Spezia
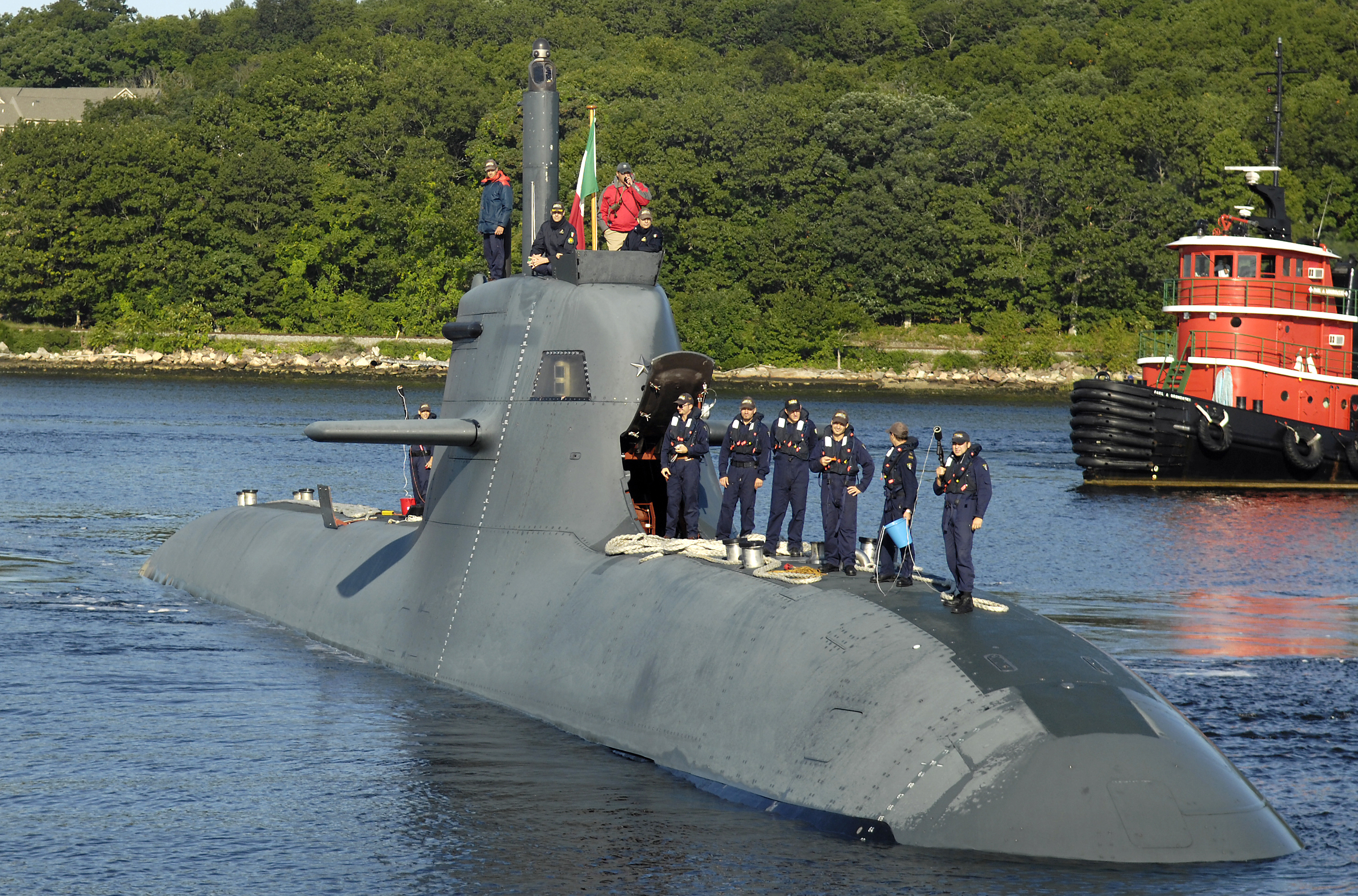
Il Todaro a Groton
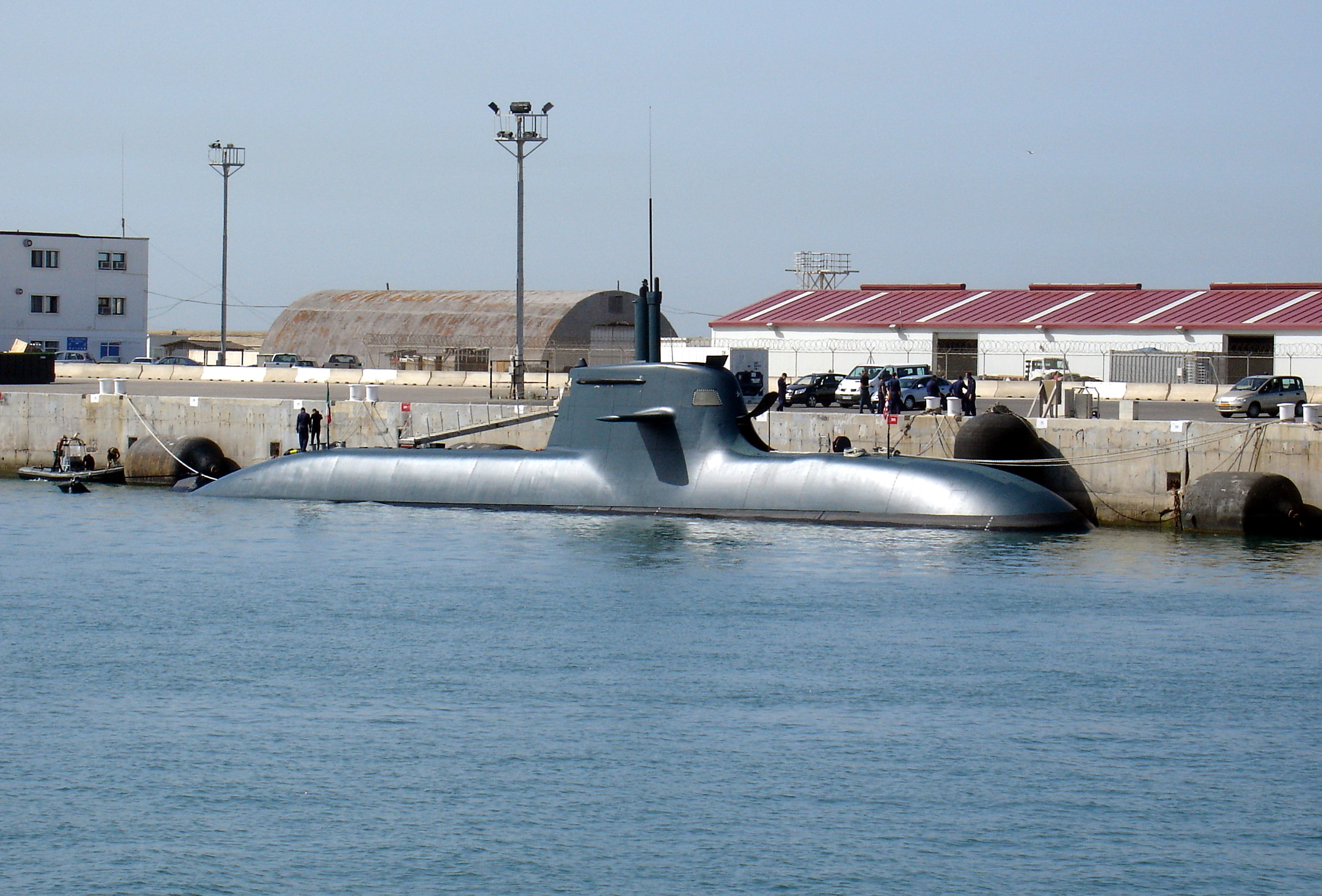
Lo Scirè nel porto spagnolo di Rota
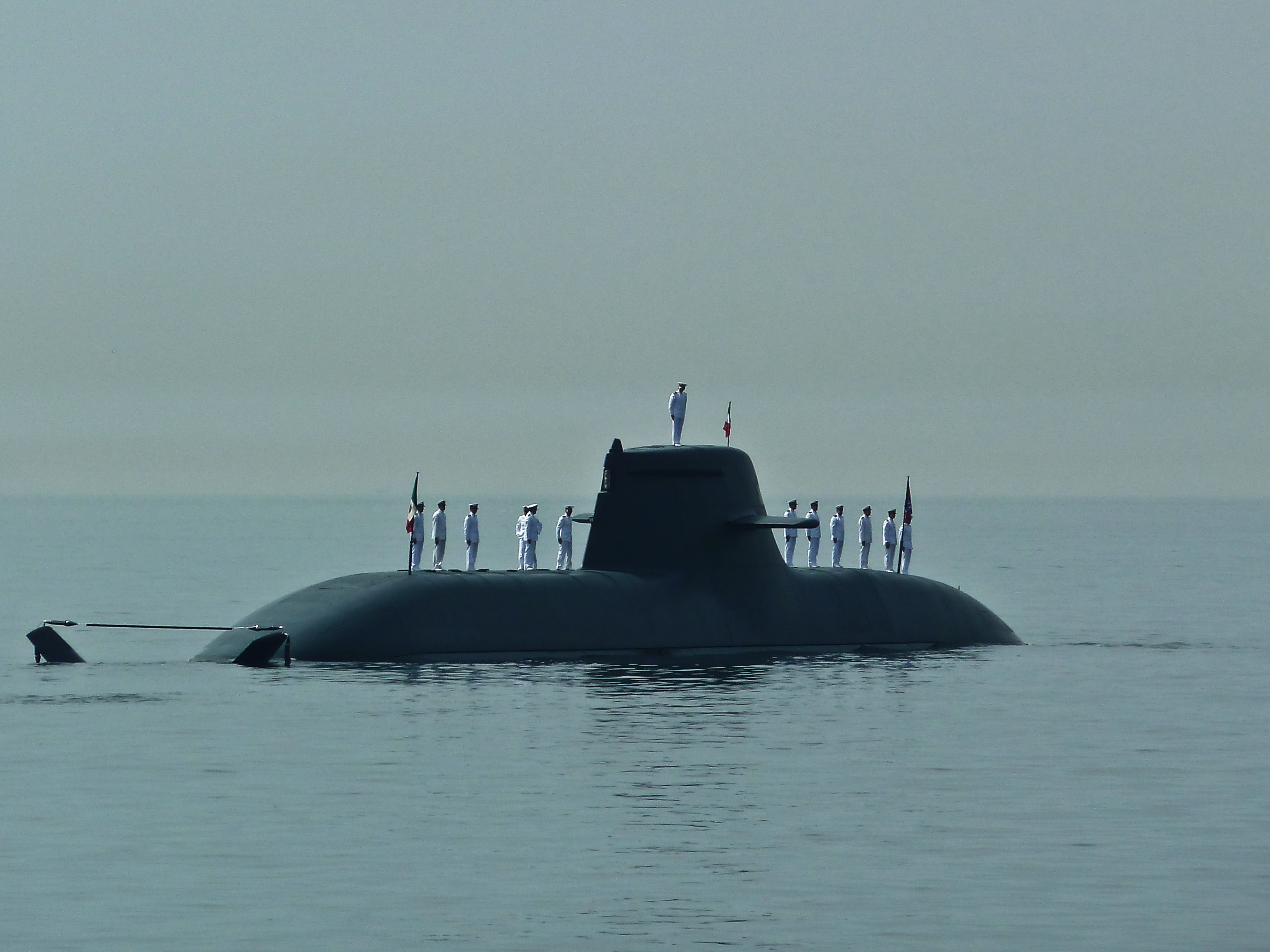
Lo Scirè a Napoli in occasione della festa della Marina Militare

## Unità tedesche
| Deutsche Marine | Deutsche Marine | Deutsche Marine | Deutsche Marine  | Deutsche Marine   | Deutsche Marine | Deutsche Marine     | Deutsche Marine |
| Matricola       | Nome            | Cantiere        | impostazione     | Varo              | consegna        | Entrata in servizio | Base            |
| --------------- | --------------- | --------------- | ---------------- | ----------------- | --------------- | ------------------- | --------------- |
| S 181           | U 31            | HDW - Kiel      | 1º luglio 1998   | 20 marzo 2002     | 30 marzo 2004   | 19 ottobre 2005     | Eckernförde     |
| S 182           | U 32            | NSWE - Emden    | 11 luglio 2000   | 4 dicembre 2003   | 31 maggio 2005  | 19 ottobre 2005     | Eckernförde     |
| S 183           | U 33            | HDW - Kiel      | 30 aprile 2001   | 13 settembre 2004 | 31 gennaio 2006 | 13 giugno 2006      | Eckernförde     |
| S 184           | U 34            | NSWE - Emden    | 17 dicembre 2001 | maggio 2005       | 29 giugno 2006  | 3 maggio 2007       | Eckernförde     |
| S 185           | U 35            | HDW - Kiel      | 21 agosto 2007   | 15 novembre 2011  |                 | 23 marzo 2015       | Eckernförde     |
| S 186           | U 36            | HDW - Kiel      | 19 agosto 2008   | 6 febbraio 2013   |                 | 10 ottobre 2016     | Eckernförde     |

### Immagini delle unità tedesche

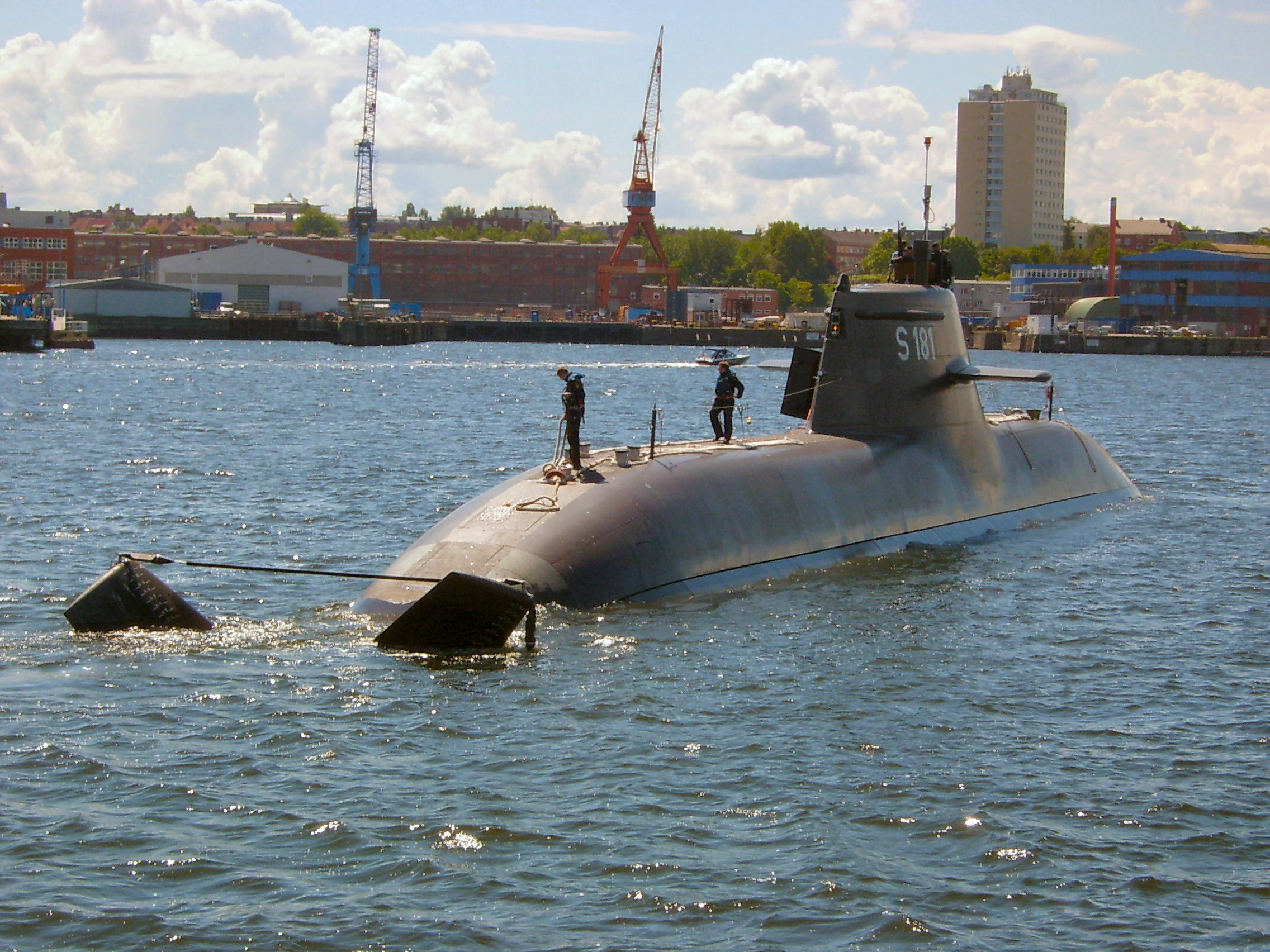
U 31 nel porto di Kiel
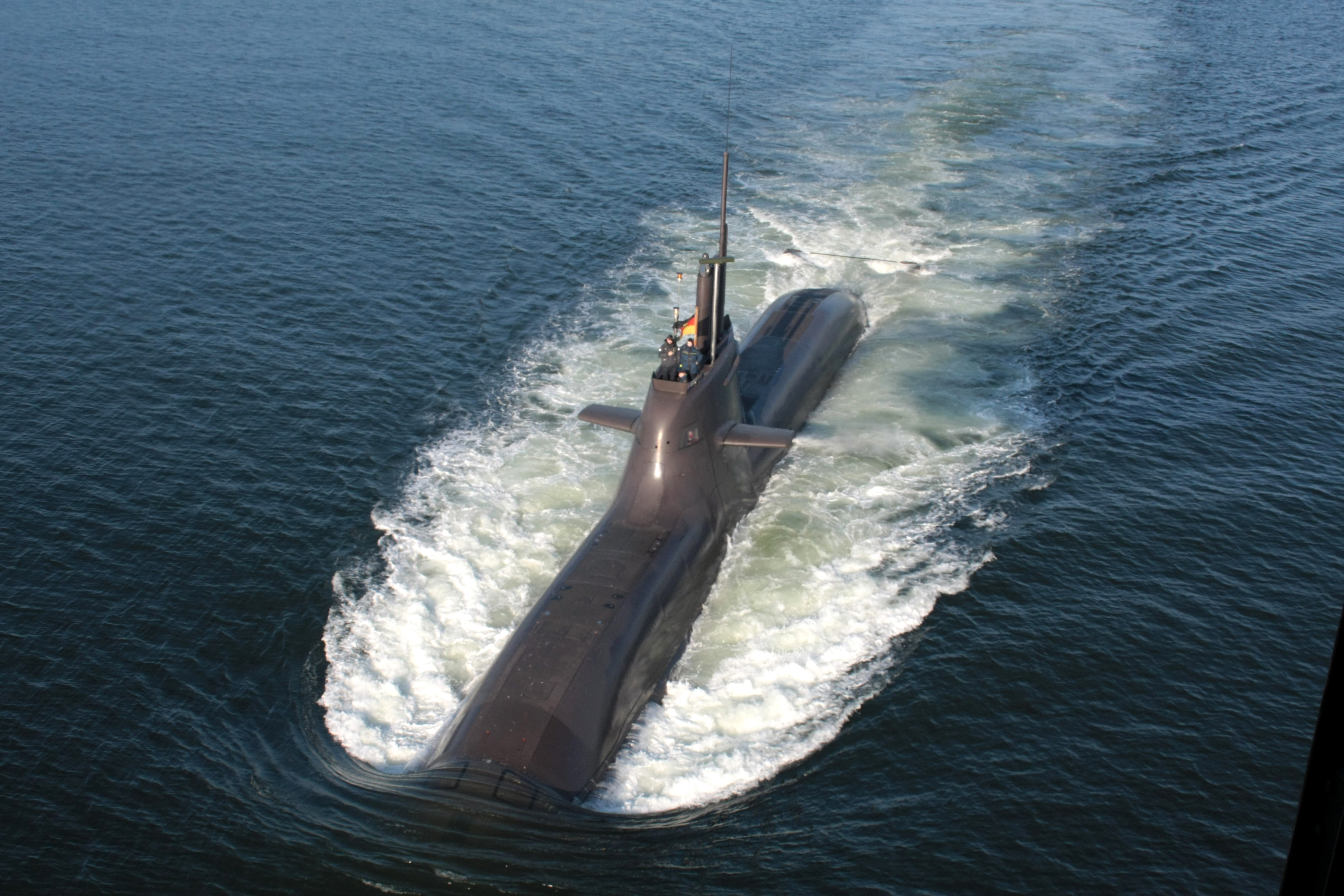
U 32 in navigazione
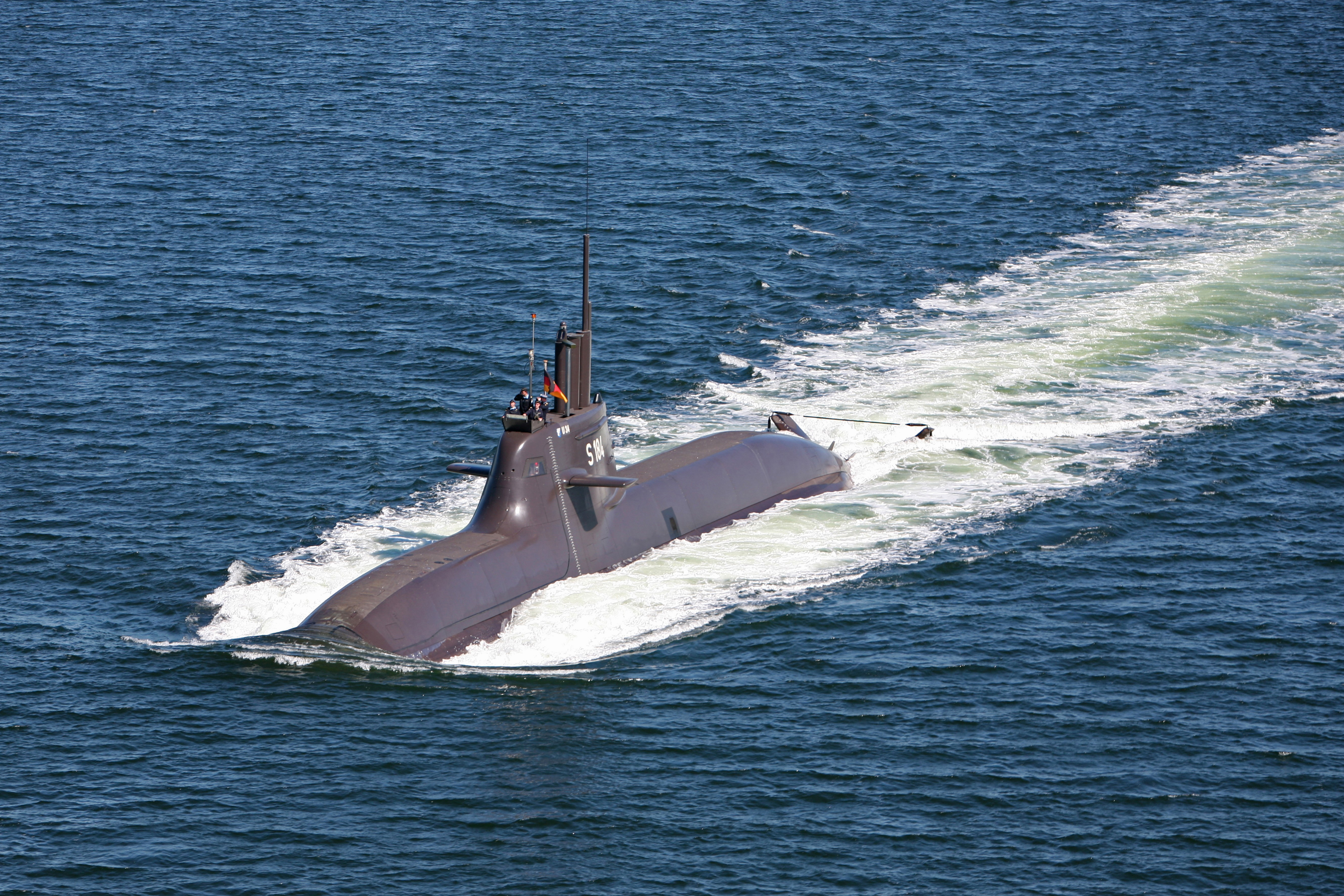
U 34 in navigazione